# 성혁명

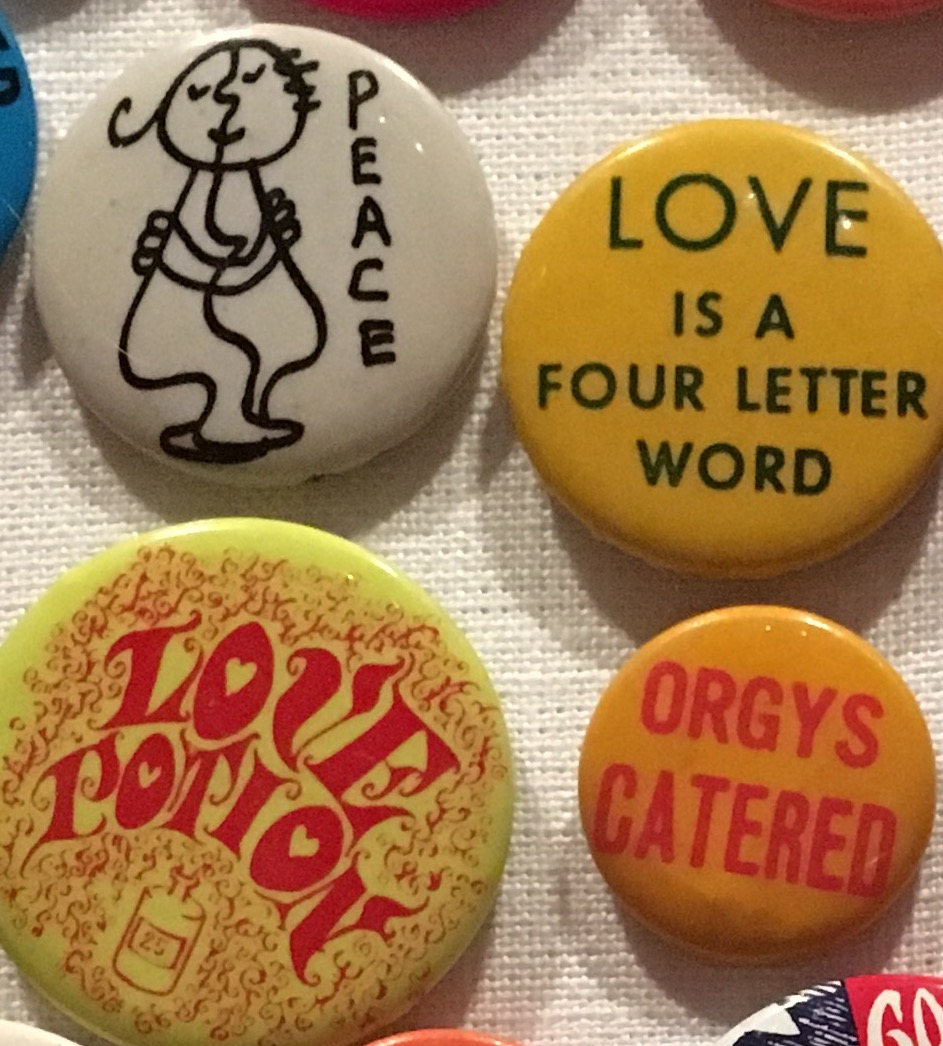

성혁명(性革命, 영어: sexual revolution) 또는 때때로 성해방(性解放, 영어: sexual liberation)은 서양 사회에서 성적 행동이 공개적으로 일반화된 19세기 빅토리아니즘에 선전 포고한 성행위의 사회적 쿠데타를 말한다.
미국에서는 1960년대에서 1980년대에 이르는 성과 개인들 간의 관계에 관한 행동의 전통적 태도에 대하여 도전하는 사회운동이었다.
성해방은 전통적인 이성간, 일부일처제의 결혼관계를 벗어난 성관계를 받아들이자는 것으로 이해되었다.
이것은 산아 제한의 일반화와, 산아제한을 위한 약물복용, 공적인 노출, 포르노그래피, 혼전 성관계, 동성애, 자위행위, 소아성애, 낙태 합법화와 같은 일들을 포함한다.

## 최초의 성혁명
서구 문화에서는 1960년대의 혁명이 두번째이며 첫번째로 이 성혁명이 사용된 시기는 1920년대 후반으로 보고 있다.
1929년에 "섹스는 필요한가? 아니면, 왜 당신은 그런 식으로 느끼는가?"이 제임스 터버와 E.B. 화이트에 의해 출간되었다. 이 책의 한 장에서 '성 혁명: 모든 성행위 장면에 완전한 설문조사를 하는 편이 낳다'라는 제목이 있었다. 콘스탄틴 두셴코는 러시아에서 1925년에 이미 사용되었다고 주장하였다.
성혁명 역사가들은 1870년에서 1910년까지를 최초의 성혁명이라고 부르는 데, 그것은 빅토리아시대의 도덕이 세계의 관심을 끌지 못했기 때문이다.

### 프로이드 학파
비엔나의 지그문트 프로이트는 인간의 행동이 무의식의 충동, 주로 리비도 또는 '성에너지'에 의해 동기부여가 된다고 믿었다. 프로이드는 이러한 무의식적 충동이 어떻게 억압받고 또 다른 문화적 출구를 통해 표현되는지를 알아내었다. 그는 이러한 치료를 "정신분석학"으로 불렀다.

### 플레이보이문화
1953년에 시카고에 살았던 휴 헤프너는 플레이보이 잡지를 창간하였다. 최초의 출판물에는 마릴린 먼로를 섹스 심볼로 표현하였다. 그 이후 이 잡지는 큰 성공을 이루었다. 1960년에 휴 헤프너는 시카고에 플레이보이 클럽을 열었고, 이것은 나이트클럽 같은 문화의 원조가 되었다.

### 에로 소설
1959년에서 1966년까지, 미국 정부는 지나치게 선정적인 내용을 담은 세가지의 서적 출판을 금하였다.
1959년에는 그로브 출판에서 D. H. 로런스의 <차타레 부인의 사랑>을 출판하였다. 미국의 우편국에서 우편물에 있는 이 서적을 압수하였다.

## 같이 보기
- 빌헬름 라이히, 앨프리드 킨제이
- 존 머니
- 게일 루빈